# Lijst van rijksmonumenten in Zaltbommel (plaats)
De vestingstad Zaltbommel telt 171 inschrijvingen in het rijksmonumentenregister. Hieronder een overzicht.
| Object | Oorspronkelijke functie?       | Bouwjaar                                                      | Architect                 | Locatie                           | Coördinaten?                  | Nr.?   | Afbeelding |
| --- | ------------------------------ | ------------------------------------------------------------- | ------------------------- | --------------------------------- | ----------------------------- | ------ | --- |
| Pand met verdieping en hoog zadeldak gedekt met pannen, aan de oostzijde afgesloten door tuitgevel, aan de westzijde gewijzigd | Woonhuis                       | 16e eeuw of vroeg 17e eeuw                                    |                           | Bloemendaal 5                     | 51° 48' 52" NB, 5° 15' 1" OL  | 40128  | Meer afbeeldingen |
| Pand met verdieping en dwars zadeldak. Gepleisterde voorgevel met in de verdieping twee vensters met zesruitsschuiframen | Werk-woonhuis                  | 16e of 17e eeuw                                               |                           | Boschstraat 2                     | 51° 48' 48" NB, 5° 14' 52" OL | 40129  | Meer afbeeldingen |
| Pand met eenvoudige lijstgevel. In de verdiepingsvensters schuiframen uit de bouwtijd van de gevel. Kroonlijst met in het fries verdiepte velden | Woonhuis                       | derde kwart 19e eeuw                                          |                           | Boschstraat 4                     | 51° 48' 48" NB, 5° 14' 52" OL | 40130  | Meer afbeeldingen |
| Pand met gepleisterde trapgevel | Woonhuis                       | midden 16e eeuw                                               |                           | Boschstraat 10                    | 51° 48' 48" NB, 5° 14' 53" OL | 40131  | Meer afbeeldingen |
| Pand met verdieping en dwars zadeldak. De lijstgevel heeft een rijk gebeeldhouwde middenas in vroege Lodewijk XV-stijl | Woonhuis                       | 1750                                                          |                           | Boschstraat 22                    | 51° 48' 46" NB, 5° 14' 54" OL | 40132  | Meer afbeeldingen |
| Pand met hoog schilddak | Woonhuis                       | Late middeleeuwen                                             |                           | Boschstraat 26                    | 51° 48' 46" NB, 5° 14' 55" OL | 40133  | Meer afbeeldingen |
| Pand met verdieping, zolderverdieping en hoog schilddak | Woonhuis                       | eerste helft 19e eeuw                                         |                           | Boschstraat 30                    | 51° 48' 45" NB, 5° 14' 55" OL | 40134  | Meer afbeeldingen |
| Pand met eenvoudige trapgevel, bekroond door een gebeeldhouwde granaatappel | Werk-woonhuis                  | 17e eeuw                                                      |                           | Boschstraat 64                    | 51° 48' 43" NB, 5° 14' 58" OL | 40135  | Meer afbeeldingen |
| Pand met verdieping en hoog schilddak | Werk-woonhuis                  | 16e of 17e eeuw                                               |                           | Gamerschestraat 1                 | 51° 48' 48" NB, 5° 14' 49" OL | 40136  | Meer afbeeldingen |
| Pand met gevel, waarvan de trapgevelbekroning vervangen is door een rechte kroonlijst. Boven de pui twee leeuwenmaskerconsoles en een gebeeldhouwde gevelsteen, voorstellend het offer van Abraham. Hierboven een geprofileerde, bakstenen waterlijst met maskerkopje.                                                                     | Werk-woonhuis                  | vroeg 17e eeuw                                                |                           | Gamerschestraat 3                 | 51° 48' 48" NB, 5° 14' 49" OL | 40137  | Meer afbeeldingen |
| Pand met twee verdiepingen en hoog zadeldak tussen puntgevels | Woonhuis                       | mogelijk late middeleeuwen                                    |                           | Gamerschestraat 5                 | 51° 48' 48" NB, 5° 14' 49" OL | 40138  | Meer afbeeldingen |
| Pand, met verdieping en zeer hoog zadeldak. De lijstgevel heeft een 19e-eeuws voorkomen | Woonhuis                       | mogelijk late middeleeuwen                                    |                           | Gamerschestraat 7                 | 51° 48' 48" NB, 5° 14' 49" OL | 40139  | Meer afbeeldingen |
| Pand, bestaande uit twee parallel lopende vleugels met verdieping en zadeldak tussen puntgevels op de hoek van de Karstraat. Laat-middeleeuws | Woonhuis                       | 17e eeuw                                                      |                           | Gamerschestraat 41                | 51° 48' 46" NB, 5° 14' 44" OL | 40140  | Meer afbeeldingen |
| Pand met verdieping op de hoek van de Karstraat. Schilddak. De voorgevel met kroonlijst | Woonhuis                       | tweede kwart 19e eeuw                                         |                           | Gamerschestraat 45                | 51° 48' 46" NB, 5° 14' 43" OL | 40141  | Meer afbeeldingen |
| Pand met verdieping en dwars zadeldak. De gepleisterde voorgevel heeft, met het getoogde middenvenster van de verdieping, een 18e-eeuws karakter. IJzeren stoephek rechts | Werk-woonhuis                  | mogelijk 17e eeuw                                             |                           | Gamerschestraat 49                | 51° 48' 46" NB, 5° 14' 43" OL | 40143  | Meer afbeeldingen |
| Pand met verdieping, lage zolderverdieping en schilddak. Gepleisterde lijstgevel met geprofileerde omlijstingen van de vensters | Werk-woonhuis                  | 19e eeuw                                                      |                           | Gamerschestraat 51                | 51° 48' 46" NB, 5° 14' 43" OL | 40144  | Meer afbeeldingen |
| Pand met verdieping en dwars zadeldak. Gepleisterde gevel onder rechte kroonlijst. In de verdiepingsvensters negenruitsschuiframen | Woonhuis                       | eerste helft 19e eeuw                                         |                           | Gamerschestraat 55                | 51° 48' 46" NB, 5° 14' 42" OL | 40145  | Meer afbeeldingen |
| Breed pand met verdieping en hoog zadeldak, evenwijdig aan de straat, tussen puntgevels | Woonhuis                       | waarschijnlijk 17e eeuw (oorsprong)                           |                           | Gamerschestraat 57                | 51° 48' 45" NB, 5° 14' 42" OL | 40146  | Meer afbeeldingen |
| Pand met verdieping en zadeldak. Gepleisterde lijstgevel. Stoephek | Woonhuis                       | 19e eeuw                                                      |                           | Gamerschestraat 59                | 51° 48' 45" NB, 5° 14' 41" OL | 40147  | Meer afbeeldingen |
| Pand op de hoek van de Zandstraat, bestaande uit twee parallel lopende vleugels, elk onder een zadeldak tussen puntgevels met vlechtingen. In de zijgevel van de achterste vleugel aan de Zandstraat togen van dichtgezette vensters en zeven sierankers                                                                                   | Werk-woonhuis                  | 17e eeuw                                                      |                           | Gamerschestraat 73                | 51° 48' 44" NB, 5° 14' 40" OL | 40148  | Meer afbeeldingen |
| Pand met verdieping en hoog schilddak. Gepleisterde lijstgevel met in de verdiepingsvensters zesruitsschuiframen | Woonhuis                       | midden 19e eeuw                                               |                           | Gamerschestraat 77                | 51° 48' 45" NB, 5° 14' 39" OL | 40149  | Meer afbeeldingen |
| Hardstenen pomp met bekroning in de vorm van een siervaas in Lodewijk XIV-vormen. Tegen het hoofdgestel en schildje met het jaartal | Straatmeubilair                | 1781                                                          |                           | Hardstenen pomp a/d Gamersestraat | 51° 48' 44" NB, 5° 14' 58" OL | 40150  | Meer afbeeldingen |
| Hoekpand met verdieping en schilddak | Woonhuis                       | 15e- of 16e eeuw                                              |                           | Gamerschestraat 81                | 51° 48' 44" NB, 5° 14' 38" OL | 40151  | Meer afbeeldingen |
| Pand op de hoek van de Tolstraat, verdieping en schilddak. | Woonhuis                       | derde kwart 19e eeuw                                          |                           | Gamerschestraat 2                 | 51° 48' 49" NB, 5° 14' 48" OL | 40152  | Meer afbeeldingen |
| Pand op L-vormige plattegrond, met aan de voorzijde een gepleisterde lijstgevel van midden-19e-eeuws karakter. In de verdieping vensters met zesruitsschuiframen, en, in het midden, een blinde nis | Woonhuis                       | midden 19e eeuw                                               |                           | Gamerschestraat 4                 | 51° 48' 49" NB, 5° 14' 48" OL | 40153  | Meer afbeeldingen |
| Pand met curieuze, gepleisterde lijstgevel uit het derde kwart 19e eeuw | Woonhuis                       | derde kwart 19e eeuw                                          |                           | Gamerschestraat 14                | 51° 48' 48" NB, 5° 14' 46" OL | 40154  | Pand met curieuze, gepleisterde lijstgevel uit het derde kwart 19e eeuw |
| Gedeelte van in oorsprong twee huizen onder een hoog zadeldak tussen puntgevels. De lijstgevel die voor het pand werd opgetrokken heeft een hardstenen plint. In de parterre achtruits- en in de verdieping negenruitsschuiframen. IJzeren stoephekje. Vormt een geheel met het buurnummer 18                                              | Woonhuis                       | eerste helft 19e eeuw (lijstgevel)                            |                           | Gamerschestraat 16                | 51° 48' 48" NB, 5° 14' 46" OL | 40155  | Gedeelte van in oorsprong twee huizen onder een hoog zadeldak tussen puntgevels. De lijstgevel die voor het pand werd opgetrokken heeft een hardstenen plint. In de parterre achtruits- en in de verdieping negenruitsschuiframen. IJzeren stoephekje. Vormt een geheel met het buurnummer 18                                              |
| Gedeelte van in oorsprong twee huizen onder een hoog zadeldak tussen puntgevels. De lijstgevel die voor het pand in de eerste helft der 19e eeuw werd opgetrokken heeft een hardstenen plint. In de parterre achtruits- en in de verdieping negenruitsschuiframen, een gesneden kalf boven de deur. Vormt een geheel met het buurnummer 16 | Woonhuis                       | eerste helft 19e eeuw (lijstgevel)                            |                           | Gamerschestraat 18                | 51° 48' 48" NB, 5° 14' 46" OL | 40156  | Gedeelte van in oorsprong twee huizen onder een hoog zadeldak tussen puntgevels. De lijstgevel die voor het pand in de eerste helft der 19e eeuw werd opgetrokken heeft een hardstenen plint. In de parterre achtruits- en in de verdieping negenruitsschuiframen, een gesneden kalf boven de deur. Vormt een geheel met het buurnummer 16 |
| Pand met verdieping en zadeldak, dat links wordt afgesloten door een trapgevel met ezelsrugafdekkingen | Woonhuis                       | waarschijnlijk 16e eeuw                                       |                           | Gamerschestraat 22                | 51° 48' 48" NB, 5° 14' 45" OL | 40157  | Pand met verdieping en zadeldak, dat links wordt afgesloten door een trapgevel met ezelsrugafdekkingen |
| Pand, blijkens de afgeknotte trapgevel links. Goed bewaarde lijstgevel uit het midden van de 19e eeuw met zesruitsschuiframen. Het dak is verminkt | Woonhuis                       | 16e eeuw                                                      |                           | Gamerschestraat 24                | 51° 48' 48" NB, 5° 14' 45" OL | 40158  | Pand, blijkens de afgeknotte trapgevel links. Goed bewaarde lijstgevel uit het midden van de 19e eeuw met zesruitsschuiframen. Het dak is verminkt |
| Pand met verdieping en schilddak, dat aan de achterzijde aansluit tegen een gepleisterde puntgevel. Voorgevel met kroonlijst | Woonhuis                       | midden 19e eeuw (karakter)                                    |                           | Gamerschestraat 32                | 51° 48' 47" NB, 5° 14' 44" OL | 40159  | Pand met verdieping en schilddak, dat aan de achterzijde aansluit tegen een gepleisterde puntgevel. Voorgevel met kroonlijst |
| Pand met verdieping en hoog schilddak. Lijstgevel, eerste helft 19e eeuw, met in de verdieping negenruitsschuiframen | Werk-woonhuis                  | eerste helft 19e eeuw (lijstgevel)                            |                           | Gamerschestraat 46                | 51° 48' 46" NB, 5° 14' 41" OL | 40160  | Pand met verdieping en hoog schilddak. Lijstgevel, eerste helft 19e eeuw, met in de verdieping negenruitsschuiframen |
| Pand met verdieping en zadeldak | Woonhuis                       | eerste helft 19e eeuw                                         |                           | Gamerschestraat 60                | 51° 48' 45" NB, 5° 14' 39" OL | 40161  | Meer afbeeldingen |
| Dwarshuis van begane-grond met zadeldak. De eenvoudige lijstgevel uit het eerste kwart der 19e eeuw heeft een deur met geprofileerd kalf en te weerszijden een venster met 15-ruitsschuiframen | Woonhuis                       | 16e eeuw                                                      |                           | Gamerschestraat 62                | 51° 48' 45" NB, 5° 14' 39" OL | 40162  | Meer afbeeldingen |
| Pand met verdieping en zadeldak. Gepleisterde voorgevel, eerste helft 19e eeuw, met rechte kroonlijst, vensters met negenruitsramen, vroeg-19e-eeuwse deur en stoep | Woonhuis                       | 19e eeuw                                                      |                           | Gamerschestraat 64                | 51° 48' 45" NB, 5° 14' 39" OL | 40163  | Meer afbeeldingen |
| Pand met eenvoudige gevel met ingezwenkte zijkanten | Woonhuis                       | late middeleeuwen / 18e eeuw                                  |                           | Gasthuisstraat 11                 | 51° 48' 50" NB, 5° 14' 54" OL | 40164  | Pand met eenvoudige gevel met ingezwenkte zijkanten |
| Pand met trapgevel | Woonhuis                       | 1605                                                          |                           | Gasthuisstraat 17                 | 51° 48' 50" NB, 5° 14' 55" OL | 40165  | Meer afbeeldingen |
| Pand met trapgevel | Woonhuis                       | laatste kwart 16e eeuw                                        |                           | Gasthuisstraat 23                 | 51° 48' 50" NB, 5° 14' 56" OL | 40166  | Meer afbeeldingen |
| Pand met schilddak en eenvoudige lijstgevel. Hardstenen vensterdorpels; in de verdiepingsramen negen- en zesruitsramen | Woonhuis                       | eerste kwart 19e eeuw                                         |                           | Gasthuisstraat 25                 | 51° 48' 50" NB, 5° 14' 56" OL | 40167  | Meer afbeeldingen |
| Pand met twee verdiepingen en dwars zadeldak; breedte vijf vensterassen | Woonhuis                       | 1784 / 1839                                                   |                           | Gasthuisstraat 27                 | 51° 48' 50" NB, 5° 14' 56" OL | 40168  | Meer afbeeldingen |
| Pand met zadeldak en eenvoudige, gepleisterde lijstgevel | Woonhuis                       | 19e eeuw                                                      |                           | Gasthuisstraat 29                 | 51° 48' 50" NB, 5° 14' 57" OL | 40169  | Meer afbeeldingen |
| Pand op de hoek van de Korte Steigerstraat met verdieping en gewijzigd schilddak. Eenvoudige voorgevel met kroonlijst. Stoep met stoeppaal | Woonhuis                       | tweede kwart 19e eeuw                                         |                           | Gasthuisstraat 31                 | 51° 48' 50" NB, 5° 14' 58" OL | 40170  | Meer afbeeldingen |
| Pand met verdieping en dwars zadeldak. In de gepleisterde gevel, die een 19e-eeuws karakter draagt, drie ruitvormige zandstenen medaillons, waarin gebeeldhouwde koppen en profiel. Winkelpui uit het derde kwart van de 19e eeuw | Werk-woonhuis                  | ca. 1535                                                      |                           | Gasthuisstraat 4                  | 51° 48' 49" NB, 5° 14' 54" OL | 40171  | Meer afbeeldingen |
| Twee, later tot een huis verenigde panden | Woonhuis                       | vroeg 19e eeuw (deur)                                         |                           | Gasthuisstraat 12                 | 51° 48' 49" NB, 5° 14' 55" OL | 40172  | Meer afbeeldingen |
| Pand met gepleisterde trapgevel | Woonhuis                       | midden 16e eeuw                                               |                           | Gasthuisstraat 22                 | 51° 48' 49" NB, 5° 14' 56" OL | 40173  | Meer afbeeldingen |
| Laatgotisch pand | Woonhuis                       | laat 16e eeuw                                                 |                           | Gasthuisstraat 24                 | 51° 48' 49" NB, 5° 14' 57" OL | 40174  | Meer afbeeldingen |
| Pand met schilddak en eenvoudige lijstgevel | Woonhuis                       | 19e eeuw (lijstgevel) 1802 (vergaarbak)                       |                           | Gasthuisstraat 26                 | 51° 48' 49" NB, 5° 14' 57" OL | 40175  | Meer afbeeldingen |
| Pand onder schilddak met eenvoudige lijstgevel uit de derde kwart van de 19e eeuw | Woonhuis                       | derde kwart 19e eeuw                                          |                           | Gasthuisstraat 30                 | 51° 48' 50" NB, 5° 14' 58" OL | 40176  | Meer afbeeldingen |
| Pand met een lijstgevel met hoge wolfdak | Woonhuis                       | 16e of 17e eeuw (pand) midden 19e eeuw (lijstgevel)           |                           | Gasthuisstraat 32                 | 51° 48' 50" NB, 5° 14' 58" OL | 40177  | Meer afbeeldingen |
| Pand met half zadeldak en eenvoudige lijstgevels van midden-19e-eeuws karakter | Woonhuis                       | midden 19e eeuw (karakter)                                    |                           | Gasthuisstraat 34                 | 51° 48' 50" NB, 5° 14' 58" OL | 40178  | Upload foto |
| Pand, met hoge kap, die aan de achterzijde aansluit tegen een puntgevel | Woonhuis                       | vermoedelijk 17e eeuw                                         |                           | Heilige Geeststraat 23            | 51° 48' 50" NB, 5° 15' 6" OL  | 40179  | Meer afbeeldingen |
| Gepleisterd hoekpand met verdieping en schilddak | Woonhuis                       | derde kwart 19e eeuw (hoekpand)                               |                           | Karstraat 42                      | 51° 48' 41" NB, 5° 14' 45" OL | 40180  | Gepleisterd hoekpand met verdieping en schilddak |
| Grote of Sint-Maartenskerk | Kerk en kerkonderdeel          | 14e eeuw                                                      |                           | Kerkplein 1                       | 51° 48' 43" NB, 5° 15' 9" OL  | 40181  | Meer afbeeldingen |
| Toren van de St.Maartenskerk | Kerk en kerkonderdeel          | 15e eeuw                                                      |                           | Kerkplein bij 1                   | 51° 48' 43" NB, 5° 15' 7" OL  | 40183  | Meer afbeeldingen |
| Huis op de hoek van de Kerkstraat | Woonhuis                       | late middeleeuwen                                             |                           | Kerkplein 13                      | 51° 48' 45" NB, 5° 15' 8" OL  | 40184  | Meer afbeeldingen |
| Bakstenen schuur, onder pannen zadeldak | Opslag                         | 17e of 18e eeuw                                               |                           | Kerkplein bij 13                  | 51° 48' 45" NB, 5° 15' 8" OL  | 40185  | Upload foto |
| Pand onder zadeldak | Woonhuis                       | 16e eeuw                                                      |                           | Kerkplein 17                      | 51° 48' 46" NB, 5° 15' 10" OL | 40186  | Meer afbeeldingen |
| Pand van begane-grond met hoog zadeldak tussen puntgevels | Woonhuis                       | 16e eeuw                                                      |                           | Kerkplein 19                      | 51° 48' 45" NB, 5° 15' 11" OL | 40187  | Meer afbeeldingen |
| Pand met gepleisterde trapgevel uit het begin der 17e eeuw | Woonhuis                       | begin 17e eeuw                                                |                           | Kerkplein bij 4                   | 51° 48' 42" NB, 5° 15' 7" OL  | 40188  | Meer afbeeldingen |
| Huis van Johan van Rossem | Woonhuis                       | derde kwart 16e eeuw                                          |                           | Kerkplein 16                      | 51° 48' 41" NB, 5° 15' 12" OL | 40189  | Meer afbeeldingen |
| Gepleisterd pand met verdieping en zadeldak | Woonhuis                       | waarschijnlijk 17e eeuw                                       |                           | Kerkplein 26                      | 51° 48' 44" NB, 5° 15' 12" OL | 40190  | Meer afbeeldingen |
| Pand van begane-grond met pannen zadeldak | Woonhuis                       | waarschijnlijk 17e eeuw                                       |                           | Kerkplein 28                      | 51° 48' 44" NB, 5° 15' 12" OL | 40191  | Meer afbeeldingen |
| Pand van begane-grond met pannen zadeldak | Woonhuis                       | waarschijnlijk 17e eeuw                                       |                           | Kerkplein 30                      | 51° 48' 44" NB, 5° 15' 12" OL | 40192  | Meer afbeeldingen |
| Woonhuis, in oorsprong boerderij, uitgebreid en verenigd achter een gepleisterde lijstgevel met risalerende middenpartij. IJzeren stoephek. | Woonhuis                       | 16e-17e eeuw                                                  |                           | Kerkstraat 5                      | 51° 48' 50" NB, 5° 15' 1" OL  | 40193  | Meer afbeeldingen |
| Pand, bestaande uit twee samengetrokken huizen met gepleisterde puntgevels | Woonhuis                       | 17e eeuw                                                      |                           | Kerkstraat 29                     | 51° 48' 47" NB, 5° 15' 4" OL  | 40194  | Meer afbeeldingen |
| Pand met schilddak en gepleisterde gevel onder rechte kroonlijst | Woonhuis                       | 1668 (muurankers) 19e eeuw (stoephek)                         |                           | Kerkstraat 31                     | 51° 48' 47" NB, 5° 15' 4" OL  | 40195  | Pand met schilddak en gepleisterde gevel onder rechte kroonlijst |
| Pand met schilddak en eenvoudige, gepleisterde lijstgevel | Woonhuis                       | 19e eeuw                                                      |                           | Kerkstraat 33                     | 51° 48' 47" NB, 5° 15' 4" OL  | 40196  | Pand met schilddak en eenvoudige, gepleisterde lijstgevel |
| Pand met schilddak en eenvoudige, gepleisterde lijstgevel | Woonhuis                       | 19e eeuw                                                      |                           | Kerkstraat 35                     | 51° 48' 47" NB, 5° 15' 4" OL  | 40197  | Pand met schilddak en eenvoudige, gepleisterde lijstgevel |
| Bommelsch Gasthuis | Gezondheidszorg                | laatste kwart 18e eeuw                                        |                           | Kerkstraat 2                      | 51° 48' 49" NB, 5° 15' 1" OL  | 40198  | Meer afbeeldingen |
| Pand met eenvoudige gevel met ingezwenkte zijkanten en geprofileerde waterlijst | Woonhuis                       | 17e-18e eeuw                                                  |                           | Kerkstraat 10                     | 51° 48' 48" NB, 5° 15' 2" OL  | 40199  | Meer afbeeldingen |
| Pandje met eenvoudige puntgevel met vlechtingen en geprofileerde waterlijst | Woonhuis                       | 17e eeuw                                                      |                           | Kerkstraat 12                     | 51° 48' 48" NB, 5° 15' 2" OL  | 40200  | Meer afbeeldingen |
| Pandje met eenvoudige, gepleisterde puntgevel | Woonhuis                       | 17e eeuw                                                      |                           | Kerkstraat 14                     | 51° 48' 48" NB, 5° 15' 2" OL  | 40201  | Meer afbeeldingen |
| Pand met verdieping en schilddak | Woonhuis                       | 17e eeuw                                                      |                           | Kerkstraat 16                     | 51° 48' 48" NB, 5° 15' 3" OL  | 40202  | Meer afbeeldingen |
| Pand met verdieping en schilddak | Woonhuis                       | 17e eeuw                                                      |                           | Kerkstraat 18                     | 51° 48' 47" NB, 5° 15' 3" OL  | 40203  | Meer afbeeldingen |
| Pand op de hoek van de ruiterstraat | Woonhuis                       | mogelijk 17e eeuw                                             |                           | Kerkstraat 24                     | 51° 48' 47" NB, 5° 15' 3" OL  | 40204  | Meer afbeeldingen |
| Huize De Trippe en Huis De Ark | Woonhuis                       | 1610 (De Trippe) eerste kwart 17e eeuw (De Ark)               |                           | Kerkstraat 26                     | 51° 48' 47" NB, 5° 15' 3" OL  | 40205  | Meer afbeeldingen |
| Pand, bestaande uit twee huizen onder schilddaken, in het derde kwart 19e eeuw samengetrokken achter een gepleisterde lijstgevel ter breedte van vier vensterassen | Woonhuis                       | 16e of 17e eeuw                                               |                           | Kerkstraat 28                     | 51° 48' 47" NB, 5° 15' 4" OL  | 40206  | Meer afbeeldingen |
| Pand onder hoog schilddak en met een doorlopende houten kroonlijst | Woonhuis                       | 16e- of 17e eeuw (oorsprong)                                  |                           | Kerkstraat 30                     | 51° 48' 46" NB, 5° 15' 4" OL  | 40207  | Meer afbeeldingen |
| Pand onder hoog schilddak en met een doorlopende houten kroonlijst | Woonhuis                       | 16e- of 17e eeuw (oorsprong)                                  |                           | Kerkstraat 32                     | 51° 48' 46" NB, 5° 15' 4" OL  | 40208  | Pand onder hoog schilddak en met een doorlopende houten kroonlijst |
| Pand onder hoog schilddak en met een doorlopende houten kroonlijst | Woonhuis                       | 16e- of 17e eeuw (oorsprong)                                  |                           | Kerkstraat 34                     | 51° 48' 46" NB, 5° 15' 5" OL  | 40209  | Pand onder hoog schilddak en met een doorlopende houten kroonlijst |
| Pand met verdieping en schilddak | Woonhuis                       | derde kwart 19e eeuw (lijstgevel)                             |                           | Kerkstraat 40                     | 51° 48' 46" NB, 5° 15' 5" OL  | 40210  | Meer afbeeldingen |
| Pand met verdieping en zadeldak | Woonhuis                       | mogelijk 17e eeuw                                             |                           | Kerkstraat 42                     | 51° 48' 45" NB, 5° 15' 6" OL  | 40211  | Meer afbeeldingen |
| Pand met gepleisterde en met stucornamenten versierde lijstgevels | Woonhuis                       | derde kwart 19e eeuw                                          |                           | Korte Steigerstraat 1             | 51° 48' 50" NB, 5° 14' 57" OL | 40212  | Meer afbeeldingen |
| Pand met verdieping en zadeldak, evenwijdig aan de straat | Woonhuis                       | waarschijnlijk 17e eeuw                                       |                           | Korte Steigerstraat 15            | 51° 48' 52" NB, 5° 14' 56" OL | 40213  | Meer afbeeldingen |
| Pand met trapgevel, gepleisterd en met een geprofileerde waterlijst onder de zolderverdieping | Woonhuis                       | 17e eeuw (trapgevel)                                          |                           | Korte Steigerstraat 17            | 51° 48' 52" NB, 5° 14' 56" OL | 40214  | Meer afbeeldingen |
| Gepleisterd achterhuis van Vismarkt 2 | Woonhuis                       |                                                               |                           | Korte Strikstraat 1               | 51° 48' 47" NB, 5° 15' 1" OL  | 40215  | Meer afbeeldingen |
| Gepleisterd huisje | Woonhuis                       | 17e of 18e eeuw                                               |                           | Korte Strikstraat 3               | 51° 48' 47" NB, 5° 15' 1" OL  | 40216  | Gepleisterd huisje |
| Gepleisterd huisje onder zadeldak | Boerderij                      | 17e eeuw                                                      |                           | Korte Strikstraat 5               | 51° 48' 47" NB, 5° 15' 2" OL  | 40217  | Gepleisterd huisje onder zadeldak |
| Pand met verdieping en hoog schilddak, dat aan de achterzijde aansluit tegen een trapgevel | Dienstwoning                   | 16e of 17e eeuw                                               |                           | Korte Tolstraat 17                | 51° 48' 52" NB, 5° 14' 47" OL | 40218  | Pand met verdieping en hoog schilddak, dat aan de achterzijde aansluit tegen een trapgevel |
| Pand met verdieping, zolderverdieping en afgewolfd zadeldak | Woonhuis                       | 17e eeuw                                                      |                           | Lange Steigerstraat 22            | 51° 48' 52" NB, 5° 14' 54" OL | 40219  | Meer afbeeldingen |
| Pand met verdieping en zolderverdieping | Woonhuis                       | eind 18e eeuw                                                 |                           | Lange Steigerstraat 24            | 51° 48' 52" NB, 5° 14' 54" OL | 40220  | Meer afbeeldingen |
| 't Zevengestar | Woonhuis                       | begin 17e eeuw                                                |                           | Maasstraat 26                     | 51° 48' 48" NB, 5° 15' 8" OL  | 40221  | Meer afbeeldingen |
| Pand op de hoek van de boschstraat | Werk-woonhuis                  | 16e of 17e eeuw                                               |                           | Markt 1                           | 51° 48' 49" NB, 5° 14' 52" OL | 40222  | Meer afbeeldingen |
| Voormalige Stadsapotheek | Gezondheidszorg                | midden 16e eeuw                                               |                           | Markt 3                           | 51° 48' 49" NB, 5° 14' 52" OL | 40223  | Meer afbeeldingen |
| Pand met gepleisterde lijstgevel | Woonhuis                       | midden 19e eeuw                                               |                           | Markt 9                           | 51° 48' 48" NB, 5° 14' 51" OL | 40224  | Meer afbeeldingen |
| Pand met gepleisterde lijstgevel | Woonhuis                       | 19e eeuw                                                      |                           | Markt 13                          | 51° 48' 48" NB, 5° 14' 50" OL | 40225  | Meer afbeeldingen |
| 't Wapen van Gelderland | Woonhuis                       |                                                               |                           | Markt 2                           | 51° 48' 50" NB, 5° 14' 51" OL | 40226  | Meer afbeeldingen |
| Het Vergulde Varken | Werk-woonhuis                  | late middeleeuwen                                             |                           | Markt 4                           | 51° 48' 50" NB, 5° 14' 51" OL | 40227  | Het Vergulde Varken |
| De Blauwe Fles | Werk-woonhuis                  | 1644                                                          |                           | Markt 6                           | 51° 48' 50" NB, 5° 14' 50" OL | 40228  | De Blauwe Fles |
| Pand met verdieping en hoog schilddak, waarin dakvenster met hoofdgestel | Bestuursgebouw en onderdl      | begin 17e eeuw (schamppaal)                                   |                           | Markt 10                          | 51° 48' 49" NB, 5° 14' 50" OL | 40229  | Meer afbeeldingen |
| Stadhuis | Bestuursgebouw en onderdl      | 1760-1763                                                     | Anthony Viervant (Arnhem) | Markt 12                          | 51° 48' 49" NB, 5° 14' 49" OL | 40230  | Meer afbeeldingen |
| Pand met eenvoudig gepleisterde lijstgevel van 19e-eeuws karakter | Woonhuis                       | mogelijk 17e eeuw                                             |                           | Nieuwstraat 3                     | 51° 48' 42" NB, 5° 15' 1" OL  | 40231  | Meer afbeeldingen |
| Pand met eenvoudig gepleisterde lijstgevel van 19e-eeuws karakter | Woonhuis                       | mogelijk 17e eeuw                                             |                           | Nieuwstraat 5                     | 51° 48' 42" NB, 5° 15' 1" OL  | 40232  | Meer afbeeldingen |
| Pand met verdieping en schilddak | Woonhuis                       | midden 19e eeuw                                               |                           | Nieuwstraat 7                     | 51° 48' 42" NB, 5° 15' 1" OL  | 40233  | Meer afbeeldingen |
| Pand met verdieping en schilddak | Woonhuis                       | midden 18e eeuw                                               |                           | Nieuwstraat 8                     | 51° 48' 42" NB, 5° 15' 4" OL  | 40234  | Meer afbeeldingen |
| Herenhuis met verdieping en hoog zadeldak | Woonhuis                       | 17e eeuw                                                      |                           | Nieuwstraat 10                    | 51° 48' 42" NB, 5° 15' 4" OL  | 40235  | Meer afbeeldingen |
| Oude Mannen- en Vrouwenhuis | Sociale zorg, liefdadigh.      |                                                               |                           | Nieuwstraat 12                    | 51° 48' 42" NB, 5° 15' 5" OL  | 40236  | Meer afbeeldingen |
| Huis Maarten van Rossum (Stadskasteel) | Fort, vesting en -onderdl      | ca. 1535                                                      |                           | Nonnenstraat 3                    | 51° 48' 41" NB, 5° 14' 56" OL | 40237  | Meer afbeeldingen |
| Gepleisterde stadsboerderij onder pannen zadeldak tussen puntgevels | Boerderij                      | 17e eeuw                                                      |                           | Nonnenstraat 73                   | 51° 48' 40" NB, 5° 14' 46" OL | 40238  | Meer afbeeldingen |
| Pand, hoog zadeldak tussen puntgevels, evenwijdig aan de straat | Woonhuis                       | late middeleeuwen                                             |                           | Nonnenstraat 74                   | 51° 48' 41" NB, 5° 14' 48" OL | 40239  | Meer afbeeldingen |
| Pand, hoog zadeldak tussen puntgevels, evenwijdig aan de straat | Woonhuis                       | late middeleeuwen                                             |                           | Nonnenstraat 76                   | 51° 48' 41" NB, 5° 14' 48" OL | 40240  | Meer afbeeldingen |
| Pand, hoog zadeldak tussen puntgevels, evenwijdig aan de straat | Woonhuis                       | late middeleeuwen                                             |                           | Nonnenstraat 78                   | 51° 48' 41" NB, 5° 14' 48" OL | 40241  | Meer afbeeldingen |
| Voormalig accijnshuisje | Dienstwoning                   | tweede kwart 19e eeuw                                         |                           | Oenselsestraat                    | 51° 48' 50" NB, 5° 15' 15" OL | 40242  | Meer afbeeldingen |
| Pand op de hoek van de maasstraat met twee verdiepingen en een schilddak, dat achter wordt afgesloten door een puntgevel | Woonhuis                       | begin 17e eeuw                                                |                           | Oenselsestraat 17                 | 51° 48' 48" NB, 5° 15' 9" OL  | 40243  | Meer afbeeldingen |
| Pand van begane-grond met zolderverdieping en zadeldak tussen puntgevels, 16e-17e eeuw | Woonhuis                       | 16e-17e eeuw                                                  |                           | Oenselsestraat 32                 | 51° 48' 48" NB, 5° 15' 10" OL | 40244  | Meer afbeeldingen |
| Pand met verdieping en zadeldak, met aan de voorzijde een gaaf bewaarde trapgevel, vroeg 17e eeuw, en aan de achterzijde een puntgevel | Woonhuis                       | vroeg 17e eeuw                                                |                           | Oenselsestraat 50                 | 51° 48' 49" NB, 5° 15' 15" OL | 40245  | Meer afbeeldingen |
| Bakstenen gepleisterd pand met puntgevel en pannen zadeldak, waarschijnlijk 16e eeuw | Woonhuis                       | waarschijnlijk 16e eeuw                                       |                           | Oliemolen 2                       | 51° 48' 40" NB, 5° 14' 45" OL | 40246  | Upload foto |
| Waag | Handel, het wegen van goederen | 1796-1798                                                     | C. van Leeuwen            | Oliestraat 1                      | 51° 48' 48" NB, 5° 14' 50" OL | 40247  | Meer afbeeldingen |
| Pastorie der Rooms Katholieke Kerk | Kerkelijke dienstwoning        | begin 19e eeuw                                                |                           | Oliestraat 26                     | 51° 48' 45" NB, 5° 14' 53" OL | 40248  | Meer afbeeldingen |
| Sint-Martinuskerk | Kerk en kerkonderdeel          | 1837                                                          |                           | Oliestraat 28                     | 51° 48' 44" NB, 5° 14' 52" OL | 40249  | Meer afbeeldingen |
| Achter de Waag een pakhuis met verdieping en schilddak, waarop aan de zuidzijde een windwijzer. Getoogde poort, waarboven getoogd hijsvenster en dakvenster met fronton en hijsbalk | Opslag                         |                                                               |                           | Oliestraat                        | 51° 48' 48" NB, 5° 14' 51" OL | 40250  | Achter de Waag een pakhuis met verdieping en schilddak, waarop aan de zuidzijde een windwijzer. Getoogde poort, waarboven getoogd hijsvenster en dakvenster met fronton en hijsbalk |
| Bommelsch Gasthuis | Klooster, kloosteronderdl      | vermoedelijk 14e eeuw                                         |                           | Oude Vischmarkt 1                 | 51° 48' 50" NB, 5° 14' 58" OL | 40251  | Meer afbeeldingen |
| Gasthuis toren | Kerk en kerkonderdeel          | tweede helft 15e eeuw                                         |                           | Oude Vischmarkt bij 1             | 51° 48' 50" NB, 5° 14' 58" OL | 40252  | Meer afbeeldingen |
| Pand met gepleisterde lijstgevel | Woonhuis                       | derde kwart 19e eeuw                                          |                           | Ruiterstraat 17                   | 51° 48' 46" NB, 5° 14' 60" OL | 40253  | Meer afbeeldingen |
| Pand met verdieping en gewijzigd schilddak | Woonhuis                       | derde kwart 19e eeuw                                          |                           | Ruiterstraat 23                   | 51° 48' 46" NB, 5° 15' 1" OL  | 40254  | Meer afbeeldingen |
| Pand met verdieping en schilddak op de hoek van de korte strikstraat | Woonhuis                       | 19e eeuw                                                      |                           | Ruiterstraat 29                   | 51° 48' 46" NB, 5° 15' 1" OL  | 40255  | Meer afbeeldingen |
| Pand met eenvoudige, gepleisterde trapgevel | Woonhuis                       | 17e eeuw                                                      |                           | Ruiterstraat 6                    | 51° 48' 44" NB, 5° 14' 59" OL | 40256  | Meer afbeeldingen |
| Pand met verdieping en schilddak, evenwijdig aan de straat | Woonhuis                       | 16e of 17e eeuw                                               |                           | Ruiterstraat 12                   | 51° 48' 45" NB, 5° 15' 1" OL  | 40257  | Meer afbeeldingen |
| Pand met verdieping, zadeldak en goed bewaarde lijstgevel | Woonhuis                       | derde kwart 18e eeuw                                          |                           | Ruiterstraat 10                   | 51° 48' 45" NB, 5° 15' 0" OL  | 40258  | Meer afbeeldingen |
| Pakhuis, thans na restauratie ingericht tot klooster | Handel en kantoor              | 16e eeuw (oorsprong)                                          |                           | Ruiterstraat 8                    | 51° 48' 45" NB, 5° 14' 59" OL | 40259  | Meer afbeeldingen |
| Dubbel huis met twee monumentale trapgevels | Woonhuis                       | eerste helft 17e eeuw                                         |                           | Ruiterstraat 14                   | 51° 48' 45" NB, 5° 15' 2" OL  | 40260  | Meer afbeeldingen |
| Voormalige Galerie '1632' (van 1983 t/m 1999) | Woonhuis                       | 1632                                                          |                           | Ruiterstraat 18                   | 51° 48' 46" NB, 5° 15' 2" OL  | 40261  | Meer afbeeldingen |
| Gepleisterd pand met verdieping en pannen schilddak | Woonhuis                       | 17e of 18e eeuw                                               |                           | Tolstraat 15                      | 51° 48' 51" NB, 5° 14' 46" OL | 40262  | Meer afbeeldingen |
| Waterpomp | Straatmeubilair                | midden 19e eeuw                                               |                           | Hardstenen pomp a/d Tolstraat     | 51° 48' 44" NB, 5° 14' 58" OL | 40263  | Meer afbeeldingen |
| Vismarkt | Handel en kantoor              | 1766                                                          |                           | Vishal a/d/ vismarkt              | 51° 48' 49" NB, 5° 15' 1" OL  | 40264  | Meer afbeeldingen |
| Hoekpand met zadeldak en gepleisterde trapgevel | Woonhuis                       | 1690 (jaartalankers) eerste kwart 17e eeuw (schamppaal)       |                           | Vismarkt 2                        | 51° 48' 48" NB, 5° 15' 1" OL  | 40265  | Meer afbeeldingen |
| Pand met gepleisterde gevel met ingezwenkte zijkanten | Woonhuis                       | 17e- tot 18e eeuw                                             |                           | Vismarkt 4                        | 51° 48' 48" NB, 5° 15' 1" OL  | 40266  | Meer afbeeldingen |
| Pand met verdieping en hoog schilddak | Woonhuis                       | 17e eeuw                                                      |                           | Vismarkt 8                        | 51° 48' 48" NB, 5° 15' 1" OL  | 40267  | Meer afbeeldingen |
| Hardstenen pomp met bekroning in lodewijk xvi-vormen | Straatmeubilair                | eind 18e eeuw                                                 |                           | Hardstenen Pomp a/d vismarkt      | 51° 48' 44" NB, 5° 14' 58" OL | 40268  | Meer afbeeldingen |
| Sociëteit "De Verdraagzaamheid" | Vergadering en vereniging      | 1871                                                          |                           | Waalkade 6                        | 51° 48' 53" NB, 5° 14' 48" OL | 40269  | Meer afbeeldingen |
| Pand met verdieping en zadeldak met vijf vensterassen brede, gepleisterde lijstgevel | Woonhuis                       | derde kwart 19e eeuw                                          |                           |                                   | 51° 48' 53" NB, 5° 14' 54" OL | 40270  | Upload foto |
| Pand met verdieping en zadeldak | Woonhuis                       | derde kwart 19e eeuw                                          |                           | Waalkade 22                       | 51° 48' 53" NB, 5° 14' 54" OL | 40271  | Meer afbeeldingen |
| Pand met verdieping en zadeldak | Werk-woonhuis                  | derde kwart 19e eeuw                                          |                           | Waalkade 24                       | 51° 48' 53" NB, 5° 14' 54" OL | 40272  | Meer afbeeldingen |
| Pand met verdieping en zadeldak | Woonhuis                       | derde kwart 19e eeuw                                          |                           | Waalkade 26                       | 51° 48' 53" NB, 5° 14' 55" OL | 40273  | Meer afbeeldingen |
| Pand, waarvan schildak aan de achterzijde tegen een puntgevel aansluit | Woonhuis                       | 16e of 17e eeuw                                               |                           | Waterstraat 33                    | 51° 48' 53" NB, 5° 14' 49" OL | 40274  | Pand, waarvan schildak aan de achterzijde tegen een puntgevel aansluit |
| Pand met hoog schilddak en gepleisterde voorgevel | Woonhuis                       | 16e of 17e eeuw                                               |                           | Waterstraat 35                    | 51° 48' 53" NB, 5° 14' 49" OL | 40275  | Pand met hoog schilddak en gepleisterde voorgevel |
| Huis der onbeschaamden | Werk-woonhuis                  | ca. 1550 (renaissancegevel)                                   |                           | Waterstraat 26                    | 51° 48' 51" NB, 5° 14' 52" OL | 40276  | Meer afbeeldingen |
| Pand met twee verdiepingen en zadeldak, dat aan de voorzijde is afgewolfd en aan de achterzijde aansluit tegen een tot puntgevel gewijzigde trapgevel met ontlastingsbogen boven de ve | Woonhuis                       | vroege 17e eeuw                                               |                           | Waterstraat 36                    | 51° 48' 52" NB, 5° 14' 51" OL | 40277  | Meer afbeeldingen |
| Pand, bestaande uit twee samengetrokken laat-middeleeuwse huizen, die aan de voorzijde in de eerste helft 19e eeuw een doorgaande kroonlijst verkregen, waarbij de gevels gepleisterd werden | Woonhuis                       | late middeleeuwen (huizen) eerste helft 19e eeuw (kroonlijst) |                           | Waterstraat 38                    | 51° 48' 52" NB, 5° 14' 50" OL | 40278  | Meer afbeeldingen |
| Huis dat in het derde kwart der 19e eeuw een gepleisterde lijstgevel met vijf consoles onder de kroonlijst verkreeg | Woonhuis                       | 16e of 17e eeuw                                               |                           | Waterstraat 44                    | 51° 48' 53" NB, 5° 14' 50" OL | 40279  | Meer afbeeldingen |
| Twee huizen, gebouwd tegen de stadsmuur ten oosten van de waterpoort | Werk-woonhuis                  | 14e eeuw                                                      |                           | Waterstraat 46                    | 51° 48' 53" NB, 5° 14' 49" OL | 40280  | Meer afbeeldingen |
| Gedeelte van de stadsmuur | Omwalling                      | eerste helft 14e eeuw                                         |                           | Gedeelte stadsmuur a/d zandstraat | 51° 48' 42" NB, 5° 14' 40" OL | 40281  | Gedeelte van de stadsmuur |
| Israelitisch Kerkhof | Begraafplaats en -onderdl      | 1787 (sluitsteen)                                             |                           |                                   | 51° 48' 38" NB, 5° 14' 46" OL | 40282  | Meer afbeeldingen |
| De wallen en bastions, alsmede de dubbele vestinggracht, na 1848 naar ontwerp van de stadsbouwmeester F.W. de Virieu beplant en tot singels met plantsoenaanleg getransformeerd. | Omwalling                      | 1589-ca. 1610                                                 |                           | Wallen en Bastions                | 51° 48' 46" NB, 5° 15' 23" OL | 40283  | De wallen en bastions, alsmede de dubbele vestinggracht, na 1848 naar ontwerp van de stadsbouwmeester F.W. de Virieu beplant en tot singels met plantsoenaanleg getransformeerd. |
| Gedeelte van de vestingmuur | Omwalling                      | middeleeuwen                                                  |                           | Het Bloemendaal                   | 51° 48' 44" NB, 5° 14' 58" OL | 40284  | Upload foto |
| Waterpoort | Fort, vesting en -onderdl      | 14e eeuw                                                      |                           | Waterpoort a/d Waterstraat        | 51° 48' 44" NB, 5° 14' 58" OL | 40285  | Meer afbeeldingen |
| Gedeelte van de stadsmuur | Omwalling                      | eerste helft 14e eeuw                                         |                           | Stadsmuur                         | 51° 48' 39" NB, 5° 14' 43" OL | 40286  | Upload foto |
| Gedeelte van de stadsmuur | Omwalling                      | eerste helft 14e eeuw                                         |                           | Stadsmuur                         | 51° 48' 39" NB, 5° 14' 45" OL | 40287  | Upload foto |
| Gedeelte van de stadsmuur | Omwalling                      | eerste helft 14e eeuw                                         |                           | Stadsmuur                         | 51° 48' 38" NB, 5° 14' 46" OL | 40288  | Upload foto |
| Gedeelte van de stadsmuur | Omwalling                      | eerste helft 14e eeuw                                         |                           | Stadsmuur                         | 51° 48' 37" NB, 5° 14' 48" OL | 40289  | Upload foto |
| Gedeelte van de stadsmuur | Omwalling                      | eerste helft 14e eeuw                                         |                           | Stadsmuur                         | 51° 48' 22" NB, 5° 15' 25" OL | 40290  | Upload foto |
| Gedeelte van de stadsmuur | Omwalling                      | eerste helft 14e eeuw                                         |                           | Stadsmuur                         | 51° 48' 41" NB, 5° 15' 12" OL | 40291  | Gedeelte van de stadsmuur |
| Gedeelte van de stadsmuur | Omwalling                      | eerste helft 14e eeuw                                         |                           | Stadsmuur                         | 51° 48' 40" NB, 5° 15' 7" OL  | 40292  | Upload foto |
| Gedeelte van de stadsmuur | Omwalling                      | eerste helft 14e eeuw                                         |                           | Stadsmuur                         | 51° 48' 38" NB, 5° 14' 55" OL | 40293  | Upload foto |
| De Waterman | Straatmeubilair                | 1736                                                          |                           | Gasthuisstraat tegenover 15       | 51° 48' 50" NB, 5° 14' 59" OL | 512702 | De Waterman |
| Halfvrijstaand herenhuis | Woonhuis                       | 1883                                                          |                           | Korte Steigerstraat 2             | 51° 48' 51" NB, 5° 14' 58" OL | 523387 | Halfvrijstaand herenhuis |
| Halfvrijstaand herenhuis | Woonhuis                       | 1890                                                          |                           | Korte Steigerstraat 3             | 51° 48' 51" NB, 5° 14' 57" OL | 523388 | Halfvrijstaand herenhuis |
| Koetshuis, gebouwd voor familie C.J. de Jongh-van der Pant, wijnkooper | Opslag                         | 1872                                                          |                           | Korte Strikstraat 2               | 51° 48' 47" NB, 5° 15' 1" OL  | 523389 | Meer afbeeldingen |
| Voormalige weegbrug met bijbehorend weeghuisje | Handel en kantoor              | 1929                                                          |                           | Steenweg bij 2                    | 51° 48' 43" NB, 5° 14' 33" OL | 523390 | Upload foto |
| Baarhuisje | Begraafplaats en -onderdl      | 1810                                                          |                           | Boschstraat                       | 51° 48' 37" NB, 5° 15' 2" OL  | 526472 | Baarhuisje |
| Smeedijzeren hekwerk | Begraafplaats en -onderdl      | 1810                                                          |                           | Boschstraat                       | 51° 48' 36" NB, 5° 14' 60" OL | 527738 | Smeedijzeren hekwerk |
| Witte Watertoren | Nutsbedrijf                    | 1962-1964                                                     |                           | Steenweg 90A                      | 51° 47' 56" NB, 5° 14' 36" OL | 532144 | Meer afbeeldingen |